# Bahnstrecke Wutha–Ruhla
| |                      |                   |               |
| Kursbuchstrecke: | 171b (1934)          |                   |               |
| Streckenlänge: | 7,3 km               |                   |               |
| Spurweite: | 1435 mm (Normalspur) |                   |               |
| |                      |                   |               |
| \| \| \| von Gotha \| \| \| \| 0,0 \| Wutha Keilbahnhof \| 239 m \| \| \| \| nach Eisenach \| \| \| \| 2,2 \| Farnroda \| Farnroda \| \| \| 4,8 \| Thal \| Thal \| \| \| 5,7 \| Heiligenstein \| Heiligenstein \| \| \| 7,3 \| Ruhla \| 377 m \| |                      |                   |               |
| Strecke |                      | von Gotha         | von Gotha     |
| Bahnhof | 0,0                  | Wutha Keilbahnhof | 239 m         |
| Abzweig ehemals geradeaus und nach rechts |                      | nach Eisenach     | nach Eisenach |
| Haltepunkt / Haltestelle (Strecke außer Betrieb) | 2,2                  | Farnroda          | Farnroda      |
| Bahnhof (Strecke außer Betrieb) | 4,8                  | Thal              | Thal          |
| Haltepunkt / Haltestelle (Strecke außer Betrieb) | 5,7                  | Heiligenstein     | Heiligenstein |
| Kopfbahnhof Streckenende (Strecke außer Betrieb) | 7,3                  | Ruhla             | 377 m         |

Die Bahnstrecke Wutha–Ruhla war eine eingleisige Nebenbahn in Thüringen, die bei Wutha von der Thüringer Bahn abzweigte und von 1880 bis 1967 nach Ruhla führte.

## Geschichte
Erbaut wurde die Strecke von der Ruhlaer Eisenbahn-Gesellschaft, diese wurde als Aktiengesellschaft im Jahre 1880 gegründet. Mit je einem Sechstel des Kapitals waren das Großherzogtum Sachsen-Weimar-Eisenach und das Herzogtum Sachsen-Coburg und Gotha beteiligt; zwei Drittel befanden sich in Privathand. Die normalspurige Nebenbahn zweigte in Wutha von der Bahnstrecke Halle–Bebra (Streckenabschnitt Erfurt – Eisenach) ab und führte 7,29 km in den Thüringer Wald hinein bis zum Endpunkt Ruhla. Der Personenverkehr wurde am 10. Juli 1880 und der Güterverkehr am 15. September 1880 aufgenommen.
Im Jahr 1901 übernahm der Eisenbahnunternehmer Herrmann Bachstein sämtliche Aktien und führte den Betrieb durch die Centralverwaltung für Secundairbahnen Herrmann Bachstein. In der wirtschaftlichen Notlage der Jahre nach dem Ersten Weltkrieg löste er die Gesellschaft auf und brachte die Bahn im Jahre 1926 in die von ihm gegründete Thüringische Eisenbahn-AG ein.
Nach dem Zweiten Weltkrieg überführte das Land Thüringen die Bahn in Staatseigentum; am 1. April 1949 begann der Betrieb durch die Deutsche Reichsbahn. Dieser endete am 23. September 1967. Die Strecke wurde abgebaut.
Die Trasse wird heute zum Teil als Radweg genutzt (zwischen Wutha und Farnroda beziehungsweise Thal und Ruhla). Der Bahnhofsbereich in Ruhla diente später als Busbahnhof, das Bahnhofsgebäude ist aber inzwischen abgerissen. Die Gebäude in Farnroda und Thal existieren hingegen noch. Informationstafeln über die Geschichte der Bahnstrecke befinden sich im Park in Wutha nahe dem Rathaus.

## Galerie

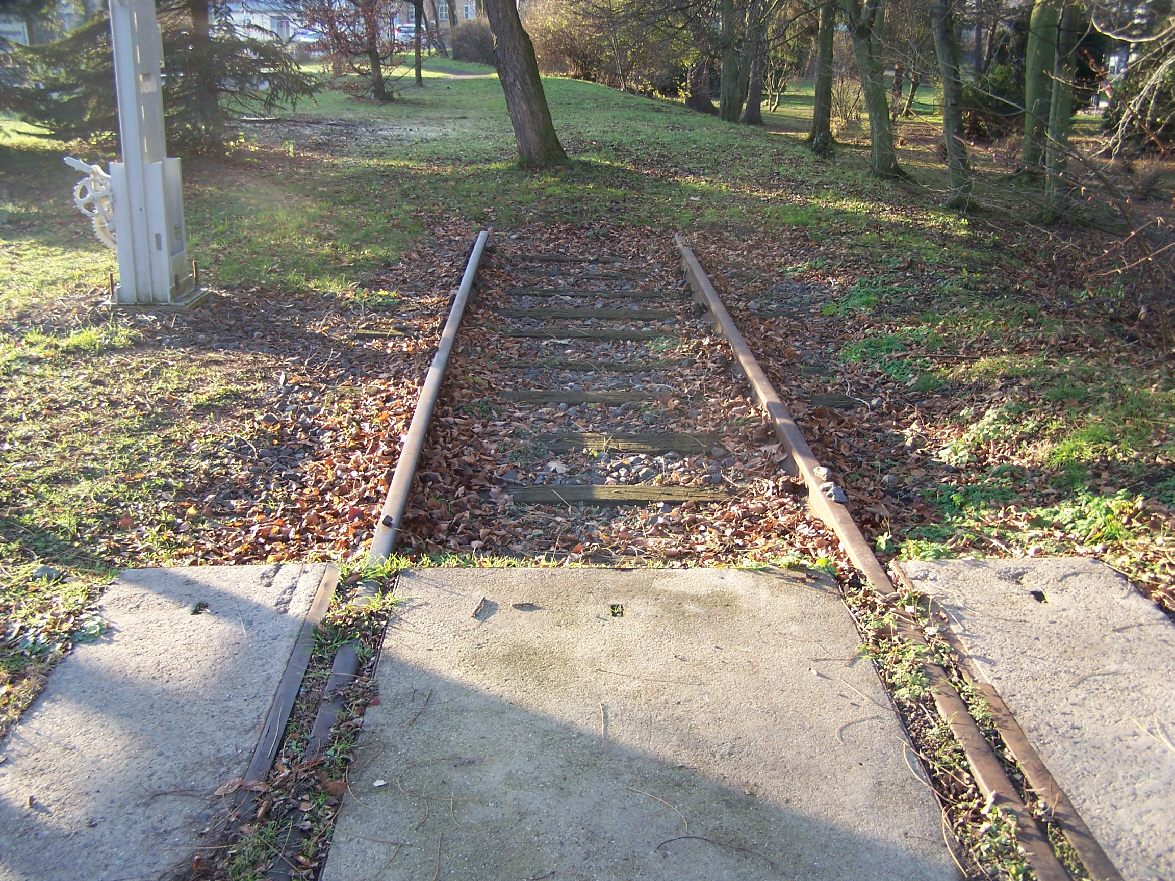
Als Denkmal verlegtes Gleisstück in Wutha
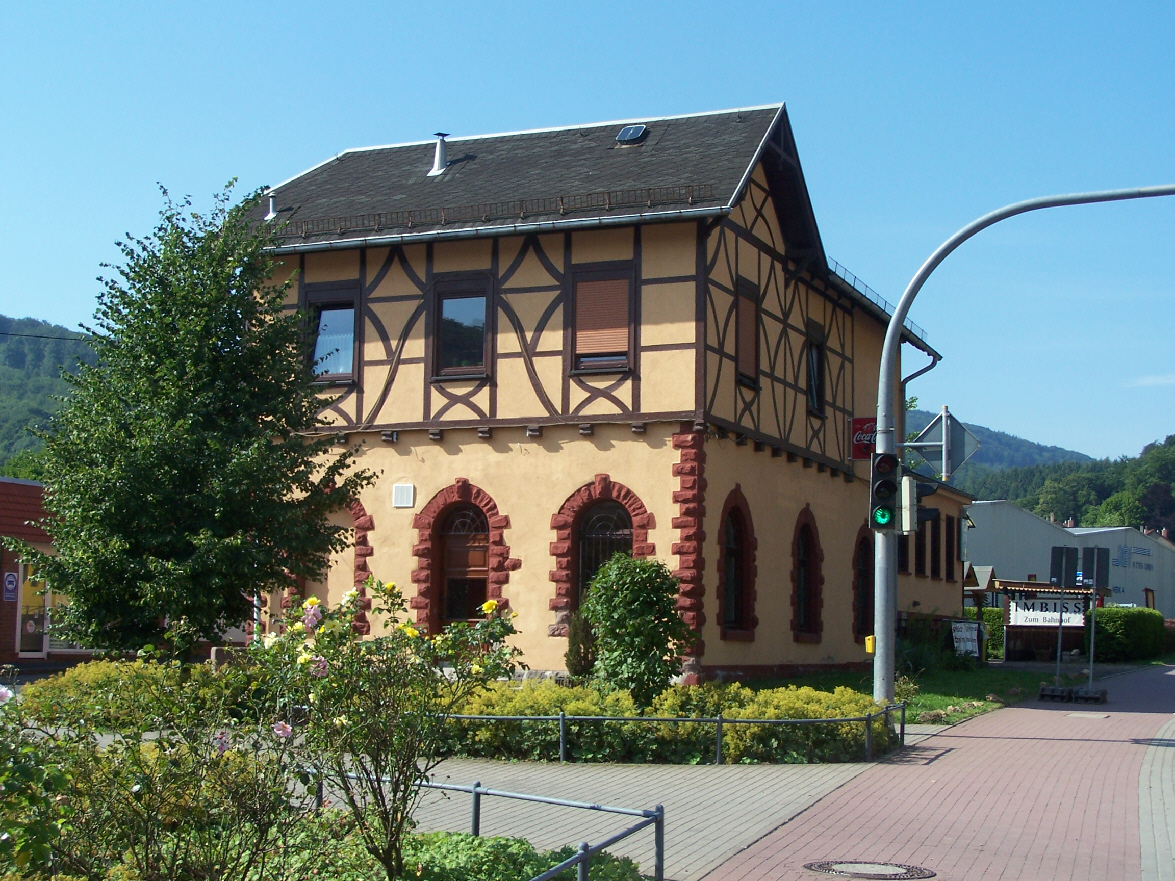
Bahnhof Thal
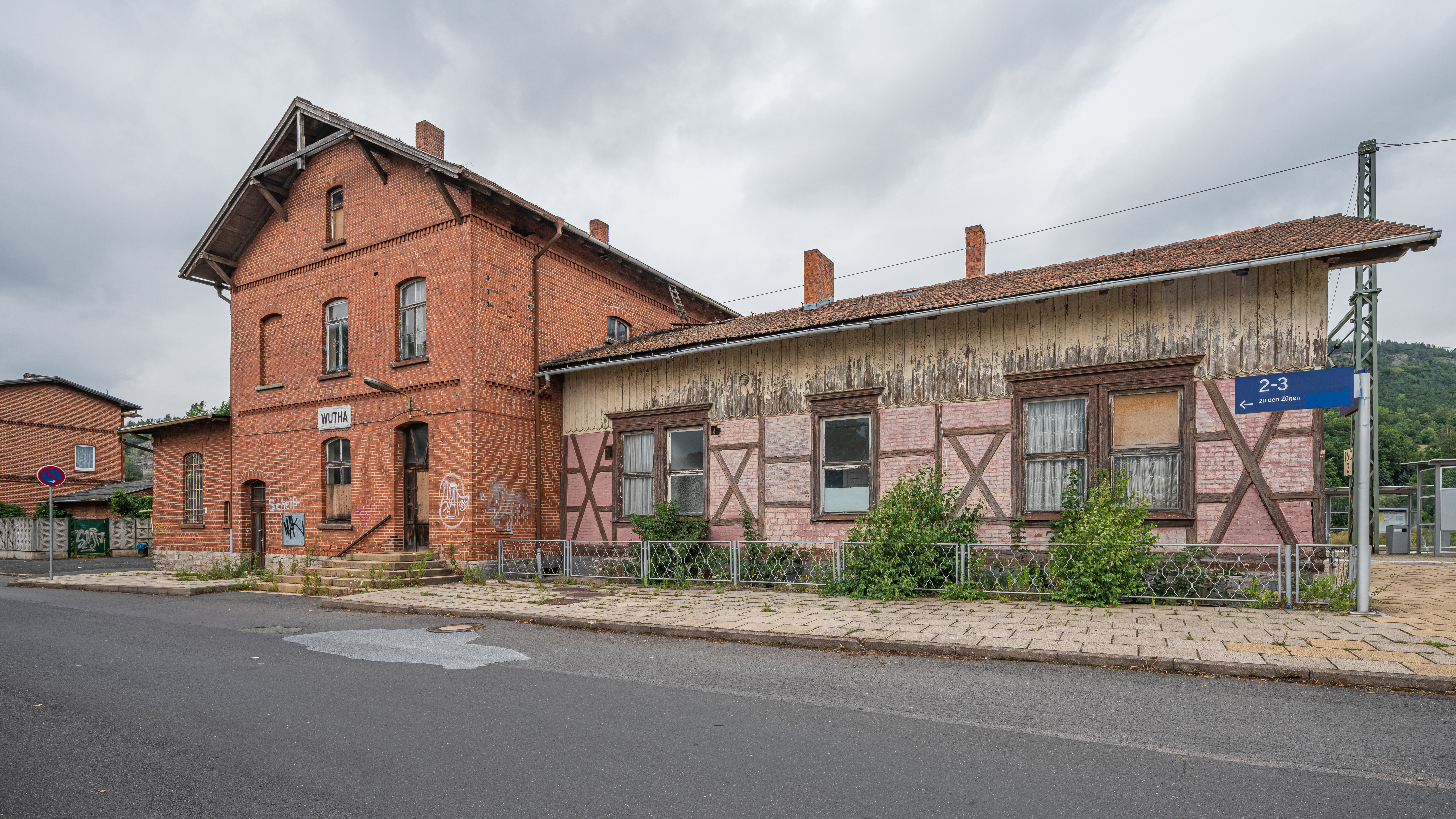
Bahnhof Wutha
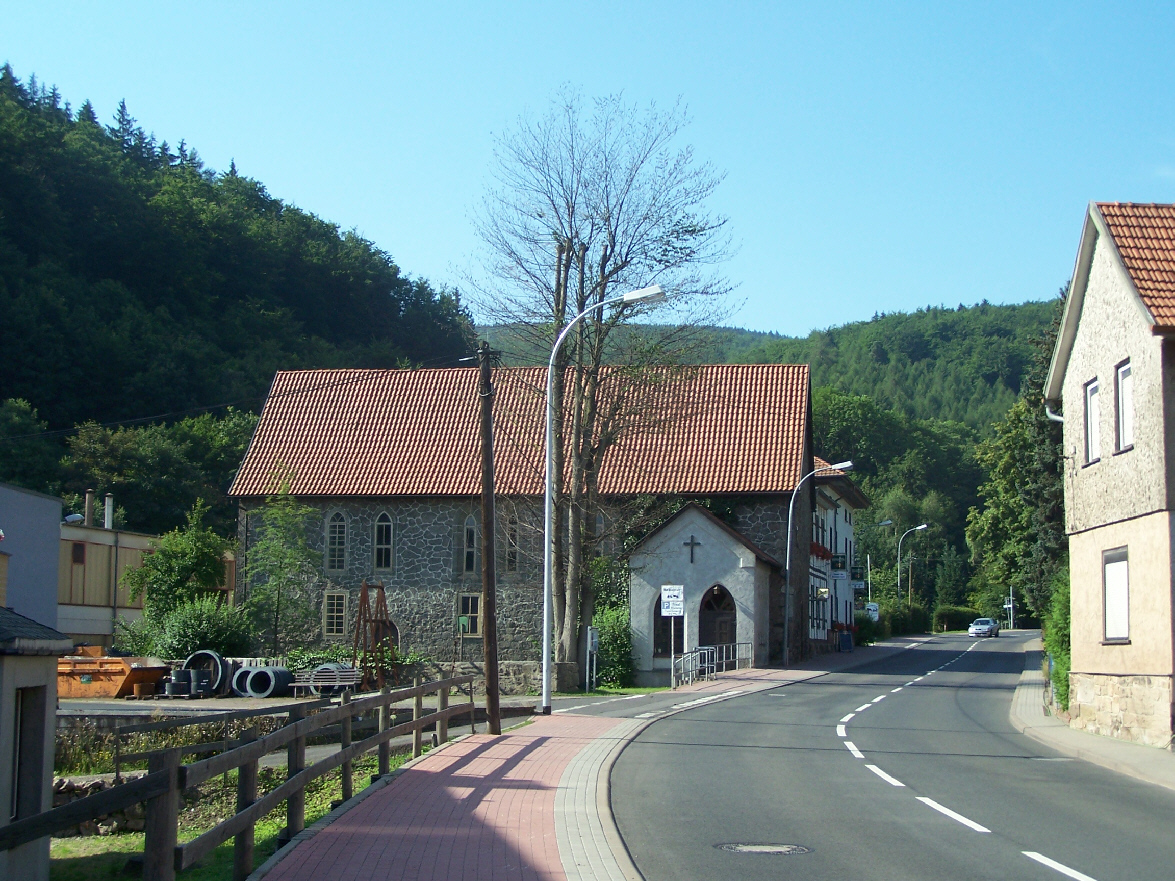
Der Gehweg war früher die Bahntrasse – am Hp. Heiligenstein